# Dicranota profunda
Dicranota profunda är en tvåvingeart som beskrevs av Alexander 1950. Dicranota profunda ingår i släktet Dicranota och familjen hårögonharkrankar. Inga underarter finns listade i Catalogue of Life.